# 中山大学生物博物馆
中山大学生物博物馆（英語：The Museum of Biology, Sun Yat-sen University），是中山大学创办的非营利性自然博物馆，位于中山大学广州校区南校园马文辉堂，由中山大学生命科学学院管理，于2000年11月11日挂牌成立并正式对公众开放，是中国首家纯高校属性的国家二级博物馆，为国家植物标本资源库和国家动物标本资源库的分库，由动物、昆虫、植物、化石标本馆和竹种标本园组成，现有馆藏超过120万号，最早的标本采集于1808年。

## 展厅
博物馆一到三层是开放展厅，面积约1200平方米，另外，室外还设有面积约8000平方米的活体竹种标本园。
- 一层：
  - 综合展厅，包括大象谷、北极熊、食肉动物及昆虫展区。
  - 化石与生命演化展厅：陈列古动植物化石和标本，系统地展示生命演化的漫长历程。

- 二层：生命科学长廊（专题展览区）
- 三层：脊椎动物生态展厅、鸟类和哺乳动物标本陈列室、水生动物标本陈列室

## 开放时间
- 面向个人：周六日及公休假日9:00-17:00
- 面向团体：周一至周日（含公休假日，需提前预约）